# Die Plünderer von Nevada
Die Plünderer von Nevada (Originaltitel: The Plunderers) ist ein US-amerikanischer Western aus dem Jahr 1948 von Joseph Kane mit Rod Cameron und Ilona Massey in den Hauptrollen. Der Film wurde von Republic Pictures produziert und basiert auf einer Originalstory von James Edward Grant.

## Handlung
Im Gemischtwarenladen des Händlers Barnaby flirtet John Drum mit der Saloonsängerin Lin Connor und deren Freundin Julie Ann McCabe. Sheriff Borden betritt den Laden und will John, der wegen Mordverdachts gesucht wird, festnehmen. John schießt den Sheriff nieder und flüchtet auf Julies Pferd. Er kann die Verfolger unter Deputy Lawrence abschütteln. Kurz darauf wird er von einer Gruppe Sioux-Krieger angegriffen. Whit Lacey kommt ihm zu Hilfe. Auch nach Whit wird gesucht, dem zur Last gelegt wird, eine Mine von Eben Martin überfallen zu haben. Whit überzeugt John, eine Scheinheirat mit seiner Freundin Julie einzugehen. Als Julies Freund Johnny Carrigan reitet John in die Stadt und wird von einem bestochenen Friedensrichter mit Julie getraut.
Heimlich trifft sich John mit Sheriff Borden, der von John nur zum Schein erschossen wurde. John ist vielmehr ein verdeckter Ermittler der Armee. Er vermutet, dass Whit Insidertipps für den Überfall auf Martins Mine bekam. Mit Lin und Julie verlässt er die Stadt und trifft wieder mit Whit zusammen. Julie ist enttäuscht, dass Whit mit seinem Kumpan Calico noch einen Coup durchziehen will, bevor sie nach Kalifornien aufbrechen. Whit hat es auf eine Pferdeherde abgesehen, die er an einen Armee-Offizier verkaufen will. Er wird jedoch von einem bei dem Raub verwundeten Cowboy erkannt und kann nur knapp entkommen. In seinem Versteck teilt er den anderen mit, dass er mit John, Julie und Lin in die Stadt muss. John werden wie auf dem Hinweg die Augen verbunden.
John trifft sich erneut mit dem Sheriff und übergibt ihm einige Zeichnungen von der Umgebung des Verstecks. Lin erhält von dem wohlhabenden Martin einen Antrag, den sie, zu Johns Erleichterung, ablehnt. Im Gegenzug macht er selber einen Antrag und küsst sie. Am nächsten Tag wollen Lin, Julie und John zum Versteck zurückkehren. Der Deputy erzählt Martin, dass Bordens Tod nur vorgetäuscht sei. Er weiß jedoch nicht, dass Martin selber hinter den Überfällen auf seine Minen steckt. Er hofft, sie mit hohem Gewinn verkaufen zu können. Martin schickt Whit eine Nachricht über Johns wahre Identität, doch Whit lässt John, mit dem er sich angefreundet hat, entkommen. Whit, Calico, Julie und Lin werden ihrerseits von Borden und seinen Männern festgenommen. Der Sheriff schickt seine Gefangenen, die den Absender der Nachricht nicht verraten, zu einem Fort. Lin bittet John um Whits Freilassung. Als er die Bitte abschlägt, weist sie seinen Antrag zurück.
Martin erreicht das Fort. Da er seine Entlarvung befürchtet, wiegelt er die Soldaten zum Lynchmord an Whit und Calico auf. Noch bevor die beiden gehängt werden, landet ein brennender Pfeil im Fort, eine Kriegserklärung der Sioux. John befreit Whit und Calico, die sich sofort bereit zum Kampf machen. Calico zwingt Martin, mit ihnen ein außerhalb des Fort befindliches Gebäude zurückzuerobern. Nachdem die Indianer aus dem Gebäude vertrieben sind, verrät Calico, dass Martin selber der Boss der Räuberbande ist. Julie ist in Angst um Whit zu Gebäude gefolgt. Whit muss sie k.o. schlagen und beauftragt Martin, sie zum Fort zurückzutragen. Als Martin sich weigert, wird er von Whit erschossen. John trägt Julie nun selber zum Fort, doch ein verirrter Pfeil trifft sie tödlich. Mit erbeutetem Dynamit sprengen die Sioux ein Loch in die Palisade und stürmen ins Fort. In dem harten Kampf werden Whit und Calico getötet. Als Kavallerie-Verstärkung eintrifft, werden die Indianer überwältigt. Später quittiert John seinen Dienst bei der Armee und zieht mit seiner Frau Lin auf seine Ranch in Texas.

## Produktion

### Hintergrund
Gedreht wurde der Film von Ende Mai bis Ende Juni 1948 in Santa Clarita, in den Vasquez Rocks, auf der Iverson Movie Ranch in Chatsworth sowie auf der Movie Ranch von Ray Corrigan im Simi Valley.

### Stab
John McCarthy Jr. und Charles S. Thompson waren für das Szenenbild zuständig, Adele Palmer für die Kostüme. Die Brüder Theodore und Howard Lydecker schufen die Spezialeffekte. Musikalischer Direktor war Morton Scott.

### Besetzung
In kleinen nicht im Abspann erwähnten Nebenrollen traten Franklyn Farnum, John Hart, Clayton Moore, Bud Osborne, Hank Patterson, House Peters Jr. und Forrest Taylor auf. Ebenfalls unerwähnt blieb Wheaton Chambers als Friedensrichter.

## Synchronisation
| Rolle            | Schauspieler     | Deutscher Synchronsprecher |
| ---------------- | ---------------- | -------------------------- |
| John Drum        | Rod Cameron      | Carl Raddatz               |
| Lin Connor       | Ilona Massey     | Friedel Schuster           |
| Julie Ann McCabe | Adrian Booth     | Bettina Schön              |
| Whit Lacey       | Forrest Tucker   | Siegfried Schürenberg      |
| Sheriff Borden   | George Cleveland | Franz Weber                |
| Deputy Lawrence  | Grant Withers    | Wolf Martini               |
| Calico           | Paul Fix         | Hans Hessling              |
| Barnaby          | Francis Ford     | Carl Heinz Carell          |
| Kutscher         | Hank Bell        | Eduard Wandrey             |
| Gump             | Tex Parker       | Konrad Wagner              |

Anmerkung: Die kursiv geschriebenen Namen sind Rollen und Darsteller, die nicht im Abspann erwähnt wurden.

## Veröffentlichung
Die Premiere des Films fand am 31. Oktober 1948 statt. In der Bundesrepublik Deutschland kam er am 5. Juni 1952 in die Kinos, in Österreich im November 1952.

## Kritiken
Das Lexikon des internationalen Films schrieb: „Unaufwendiger, aber unterhaltsamer Western mit Tempo, Spannung und Banditenromantik.“
Der Kritiker des TV Guide sah einen Standardwestern mit einem klugen Kniff. Die gesamte Besetzung biete gute Leistungen, die fachmännische Kameraarbeit helfe dem holprigen Tempo.